# Thenewno2
Thenewno2, également typographié thenewno2, est un groupe de rock alternatif américano-britannique, originaire de Los Angeles et Londres. Il est composé de Dhani Harrison et d'Oliver Hecks. Harrison y joue de la guitare, du synthétiseur, et en est également le chanteur. Oliver Hecks est à la batterie et au synthétiseur.  Amanda Butterworth chante sur certains morceaux. Le nom du groupe, thenewno2, est une référence à une émission anglaise des années 1960, Le Prisonnier. Après avoir sorti un EP de quelques titres, le groupe a sorti un album en aout 2008, You Are Here.

## Biographie
Thenewno2 se forme à Londres, en Angleterre, en 2006, mais Harrison et Hicks collaboraient déjà ensemble depuis 2001. Harrison et Hicks choisit le nom de Thenewno2 (prononcé the new number two), souhaitant être une « entité sans visage ».
Leur chanson Yomp est publiée comme contenu téléchargeable dans le jeu vidéo Rock Band le 29 juillet 2008 et la chanson Crazy Tuesday devient l'une des 20 chansons gratuitement téléchargeables pour Rock Band 2.
Thenewno2 publie son premier album studio, You Are Here, en février 2009. Late Night with Conan O'Brien choisira thenewno2 comme invité, ce qui marque leur première apparition télévisée. Plus tard au printemps, thenewno2 joue au Coachella que Spin Magazine qualifie comme « meilleure première performance du festival. » Après leur tournée américaine, le groupe prend une pause et Harrisson se consacre à son projet parallèle, Fistful of Mercy avec Ben Harper et Joseph Arthur. Leur premier album est publié en octobre 2010 et est nommé l'« un des meilleurs projets parallèles de 2010 » par NPR.
Le 31 juillet 2012, thenewno2 publie son deuxième album, thefearofmissingout. Rolling Stone liste thenewno2 comme l'un des 10 meilleurs groupes à voir au Lollapalooza. Thenewno2 enregistre la bande-son du film Beautiful Creatures,.

## Discographie

### Albums studio
- 2008 : You Are Here
- 2012 : thefearofmissingout
- 2013 : Beautiful Creatures

### Singles
- 2008 : Another John Doe
- 2008 : Choose What You're Watching
- 2011 : One Way Out
- 2011 : Live a Lie

### EP
- 2006 : EP001
- 2011 : EP002